# Tell el-Farcha
Koordinaten: 30° 56′ 0″ N, 31° 36′ 0″ O
Tell el-Farcha ist der moderne Name eines Ruinenhügels im östlichen Delta von Ägypten. Es handelt sich um die Reste einer Siedlung, die unter der Maadi-Kultur, in spätprädynastischer Zeit und im Alten Reich besiedelt war. Erste Ausgrabungen fanden 1988 bis 1990 von einer italienischen Expedition statt. Erneute polnische Grabungen finden seit 1998 statt. 
Der Tell (Ruinenhügel) ist etwa 400 × 110 m groß. Es konnten bei den Ausgrabungen eine Siedlung und ein Friedhof erfasst werden. Vor allem die Siedlung erbrachte wertvolle Ausgrabungsergebnisse. Es wurden die Reste einer Brauerei freigelegt. Besonders bemerkenswert ist jedoch die Entdeckung eines Tempeldepots. Es fanden sich zwei vergoldete Holzstatuen, deren Holz schon vollkommen vergangen war, deren Vergoldung es aber erlaubte sie zu rekonstruieren. In die Augen der einen Statue war Lapislazuli eingelegt. 
Weitere Funde sind vor allem zahlreiche Elfenbeinfiguren, bei denen es sich wahrscheinlich um Votivopfer für den hiesigen Tempel handelt. Die hier verehrte Gottheit ist unbekannt. Der Ort scheint vor allem in spätprädynastischer Zeit um 3200 v. Chr. große Bedeutung gehabt zu haben, die er aber im Alten Reich verlor.